# Jatrophihabitans cynanchi
Jatrophihabitans cynanchi es una bacteria grampositiva del género Jatrophihabitans. Fue descrita en el año 2024. Su etimología hace referencia a la planta Cynanchum. Es aerobia y móvil por flagelo polar. Tiene un tamaño de 0,5-0,7 μm de ancho por 1-1,2 μm de largo. Forma colonias de color amarillo claro en agar R2A. Temperatura de crecimiento entre 15-30 °C, óptima de 25 °C. Catalasa positiva y oxidasa negativa. Tiene un genoma de 4,5 Mpb y un contenido de G+C de 70,7%. Se ha aislado del suelo en la rizosfera de la planta Cynanchum wilfordii en Corea del Sur. 